# 向莉
向莉（1976年12月26日—），潜江人，现居美国，是一位策展人。

## 生平
出生于湖北省潜江市，毕业于潜江中学。2000年毕业于中央美术学院美术史专业。独立策展人。2015年7月16日，向莉赴泰国旅行，在首都机场遭遇边控。2018年后在美国发展。